# Suzuki S-Cross
El Suzuki S-Cross es eléctrico en el mercado europeo. 

## Primera Generación (2013)
El Suzuki S-Cross  es un automóvil todoterreno del Segmento B producido por el fabricante japonés Suzuki desde el año 2013. y el modelo es fabricado en Esztergom, Hungría, en Shizuoka, Japón, y en Haryana, India. Algunos de sus rivales son el Hyundai Creta, el Kia Soul y el Toyota Urban Cruiser.

## Historia
En el Salón del Automóvil de París en el 2012, Suzuki reveló el S-Cross Concept, un estudio futurista de un Crossover (automóvil), crossover compacto, como la introducción de un modelo de producción próximo. En ese momento, Suzuki anunció que el S-Cross sería un nuevo modelo, que sería un reemplazo para el SX4 Hatchback, cuya producción estaba programada para continuar. 
El nuevo S-Cross, vagamente basado en el S-Cross concepto, se dio a conocer en el Salón del Automóvil de Ginebra de 2013. En comparación con su predecesor SX4, creció en todas las direcciones. Estas dimensiones proporcionaron un espacio interior adicional tanto en el área de carga como para los pasajeros. La SX4 S-Cross se construye en la planta de Magyar Suzuki en Hungría. La producción del viejo SX4 continuó en paralelo hasta 2014.
El modelo europeo salió a la venta en otoño de 2013. Los primeros modelos incluyen la elección de un motor de gasolina de 1.6 litros o un motor diésel de 1.6 litros, basado en Fiat Multijet. Más adelante se ofreció una tercera opción de motorización: un 1.4 litros con turbocargador (Boosterjet), mismo motor que se puede encontrar en la nueva Vitara.

## Segunda Generación (2021)
Suzuki mostró la nueva generación de SX4 S-Cross via online el 25 de noviembre de 2021.
Se continúa fabricando en Magyar Suzuki en Hungría para el mercado Europeo y también se exporta a Asia, Oceanía y América Latina.
El automóvil todavía se basa en el modelo de la generación anterior con un cambio de imagen importante en el exterior con un nuevo diseño delantero y trasero. Para el interior, recibió un nuevo diseño de tablero, un grupo de indicadores con una pantalla LCD de información múltiple de 4.2 pulgadas del Vitara y un sistema de entretenimiento con pantalla táctil de diseño flotante de 7 o 9 pulgadas. El sistema de asistencia al conductor también se actualizó con la tecnología Omniview (cámara de visión de 360 grados), sensor de punto ciego y alerta de tráfico  trasero. Las dimensiones exteriores y el espacio interior siguen siendo exactamente los mismos que la generación anterior.
El motor turboalimentado de inyección directa de 1,4 L con sistema híbrido con un motor eléctrico de 48 V. El motor entrega 129 HP, mientras que el motor eléctrico (que se utiliza principalmente para partidas suaves) produce 13,6 HP. Esto se combina con transmisiones manuales o automáticas de 6 velocidades y está disponible para configuraciones de tracción delantera o tracción total.
Se afirma que el consumo combinado de combustible es más económico que el de su predecesor y competidores. El automóvil logró una clasificación de economía de combustible entre 5,3-5,8 L/100Km o 17,2-18,8 km/L.